# The Requin
Pour plus de détails, voir Fiche technique et Distribution.
The Requin est un film américain écrit et réalisé par Le-Van Kiet, sorti en 2022. Perdus en mer après une tempête tropicale massive, une femme et son mari blessé se battent pour leur survie alors que de grands requins blancs tournent en rond en contrebas. Mettant en vedette Alicia Silverstone et James Tupper, le film est sorti en vidéo à la demande le 28 janvier 2022.

## Synopsis
Jaelyn et son mari Kyle passent des vacances dans une retraite touristique de plage au Viêt Nam, logés dans un bungalow sur pilotis. Jaelyn est partiellement retirée et traumatisée depuis qu’elle a souffert d’un enfant mort-né lors d’un accouchement à domicile, gardant le contact avec sa famille et ses amis principalement par le biais des médias sociaux. Le voyage est destiné à lui redonner le moral. Cependant, lors de leur deuxième nuit, une violente tempête tropicale frappe la station balnéaire. Le bungalow est inondé et arraché de ses amarres, s’éloignant du continent, et la jambe de Kyle est gravement blessée.
Au fil des jours, Jaelyn et Kyle tentent de faire le point sur leur situation et d’attendre les secours. Lorsqu’un navire passe, ils essaient de faire des signaux de fumée, mais le feu détruit leur abri, les forçant à l’abandonner et à grimper sur un morceau de plancher en bois flottant. Alors qu’ils dérivent, Kyle s’excuse auprès de sa femme de l’avoir laissée seule pour faire face à son traumatisme, et ils se réconcilient. Peu de temps après, un requin attaque leur radeau et mord la jambe blessée de Kyle, le laissant saigner à mort. Cette nuit-là, le radeau heurte finalement une plage. Jaelyn traîne le corps de Kyle sur le sable puis s’effondre d’épuisement. Alors qu’elle se réveille le lendemain matin, la marée est arrivée, laissant Kyle flotter dans l’eau. Avant que Jaelyn ne puisse le récupérer, plusieurs requins arrivent et dévorent le corps. Lorsqu’elle retourne sur le rivage, un requin l’attaque et lui mord la jambe avant qu’elle ne puisse le chasser.
Après s’être rétablie, Jaelyn s’éloigne le long de la côte jusqu’à ce qu’elle rencontre un pêcheur local dans son coracle qui recoud ses blessures. Mais alors qu’elle s’endort, il plonge pour vérifier son écluse à poissons et est mortellement attaqué par le requin. Alors que le requin attaque ensuite le coracle, Jaelyn le chasse d’abord en lui déchiquetant la tête avec un moteur hors-bord portatif. Furieux, le requin revient et bouleverse le coracle. Alors que Jaelyn enroule frénétiquement la corde d’ancre du coracle autour d’elle pour l’empêcher de couler, le requin arrive pour une autre attaque, mais ses mâchoires se referment accidentellement autour de l’ancre surélevée du bateau, poussant l’une de ses branches directement à travers son cerveau et le tuant. Grimpant sur le coracle retourné, Jaelyn dérive vers un village de pêcheurs, où elle est bientôt repérée par des pêcheurs sur la plage.

## Distribution
- Alicia Silverstone : Jaelyn
- James Tupper : Kyle
- Deirdre O'Connell : Anne
- Danny Chung : le pêcheur
- Jennifer Mudge : Lizzie
- Kha Mai : le guide touristique

## Production
Le film a été tourné aux studios Universal et à la Full Sail University à Orlando, en Floride, et compte près de 1000 plans VFX.

## Accueil critique
Simon Abrams, écrivant pour rogerebert.com, lui a donné 2 étoiles 1/2 sur 4, concluant « Je ne pense pas que vous puissiez vraiment aimer The Requin sur la base de ses forces modestes, mais il y en a assez ici pour faire avancer 89 minutes un peu plus vite. »